# Chevalrex
Chevalrex, de son vrai nom Rémy Poncet, est un auteur-compositeur-interprète français né le 19 mai 1982 à Valence (Drôme).
Il est l'auteur de quatre albums depuis 2013, Catapulte, Futurisme, Anti slogan et Providence, qui ont chacun reçu un très bel accueil critique (Les Inrocks, Telerama, France Inter) à leurs sorties.
Sa musique est souvent considérée comme un trait d'union entre les compositeurs français de musiques de films (François de Roubaix, Georges Delerue), les chanteurs du label Lithium qu'il écoutait adolescent (Dominique A., Jérôme Minière) et des figures pop contemporaines (Jonathan Richman, Andy Kaufman, Boris Vian). Multi-instrumentiste, il fait partie de cette nouvelle génération de musiciens français qui, aux côtés d'artistes comme François & The Atlas Mountains, Thousand, Arlt, La Femme, se réapproprient les codes de la chanson française.

## Biographie
Il débute la musique à l'âge de 14 ans en enregistrant ses premières chansons dans sa chambre. Très vite, cette pratique s'associe à celle de l'image pour réaliser les pochettes des cassettes et cd qu'il enregistre. Après 4 années à l'École Supérieure d'Art de Grenoble au début des années 2000, l'image devient son métier et il devient force active à partir de 2009 du collectif Brest Brest Brest (Arnaud Jarsaillon, Rémy Poncet, Loris Pernoux). Il collabore à partir de 2014 exclusivement avec des labels/maisons de disque pour réaliser des pochettes d'album et des affiches. Il a notamment réalisé des pochettes pour H-Burns, Arlt, Bertrand Belin, François de Roubaix, Eloïse Decazes & Eric Chenaux, Bernard Estardy, Olivier Marguerit... Il réalise également les pochettes pour les artistes du label qu'il a fondé, Objet Disque (Mocke, Perio, Fabio Viscogliosi, Grand Veymont, Midget!, Karaocake).